# Polygon Deutschland
Die Polygon Deutschland GmbH, vormals Vatro Trocknungs- und Sanierungstechnik GmbH und bis 2022 Polygonvatro GmbH, ist ein Unternehmen aus dem Sanierungswesen. Es führt Instandsetzungen nach Brand- und Wasserschäden durch.

## Geschichte und Geschäftsstruktur
Das Unternehmen wurde 1992 von Andreas Weber als VATRO Bautrocknungs GmbH in Olpe gegründet. 2001 wurde es vom dänischen Gebäudedienstleister ISS A/S übernommen, der die inzwischen 32 Niederlassungen des Unternehmens 2011 für einen zweistelligen Millionenbetrag jedoch an den schwedischen Gebäudedienstleister Polygon AB veräußerte. Damit kam es in die Eigentümerschaft der internationalen Triton Partners Ltd., eine Private-Equity-Gesellschaft.
Im Geschäftsjahr 2009 entfiel der Gesamtumsatz von 116,2 Mio. Euro im Wesentlichen auf die Geschäftsbereiche Brandsanierung (88,7 Mio. Euro), Trocknung (22,9 Mio. Euro) und Leckageortung (4,4 Mio. Euro).
Das Unternehmen verfügt aktuell (Stand 2023) über mehr als 80 Niederlassungen in Deutschland. Es erzielte 2019 einen Jahresumsatz von 356 Mio. Euro. Der Gesamtumsatz von Polygon AB liegt insgesamt bei 677 Mio. Euro und setzt sich aus Wasserschadensanierung (338,8 Mio. Euro), Brandsanierung (292,2 Mio. Euro) und Klimalösungen (45,9 Mio. Euro) zusammen.